# Sturmtiger
«Штурмтигр» (нім. Sturmtiger), повна офіційна назва — 38 cm RW61 auf Sturmmörser Tiger, також поширена назва «Штурмпанцер VI»(нім. Sturmpanzer VI) — німецька самохідна артилерійська установка (САУ) періоду Другої світової війни, класу штурмових гармат, важка по масі. Створена в 1943 році на шасі важкого танка «Тигр» і призначалася для руйнування укріплень противника і боїв у міських умовах. Всього в 1943–1945 роках з лінійних танків було переобладнано 18 «Штурмтигрів», включаючи прототип. Вони обмежено застосовувалися в боях практично до самого кінця війни, але через свою малочисельність, відсутність відповідних цілей, ненадійності і проблем з постачанням, якогось помітного впливу на хід бойових дій «Штурмтигри» не зробили.

## Історія створення і виробництва

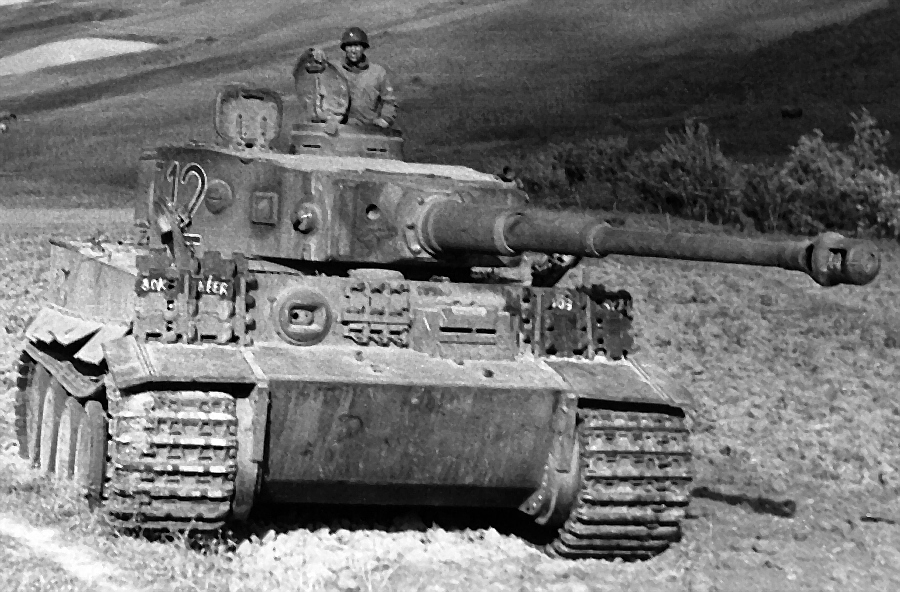
Важкий танк «Тигр», що став базою для «Штурмтигр»

За роки Другої світової війни, в Німеччині були створені численні зразки штурмових гармат, таких як StuG III або StuH 42, а також озброєних 150-мм гарматами САУ на різних шасі. До 1942 року, назріла необхідність в установці нового типу. Потужність 75-мм або 105-мм артилерійських систем добре захищених штурмових гармат часто виявлялася недостатньою навіть для руйнування польових укріплень. Збройні ж більш крупнокаліберними гарматами САУ захищалися лише легким протиосколковим бронюванням і були непридатні для здійснення ближньої артилерійської підтримки, особливо в міських умовах. В 1942–1943 роках на шасі PzKpfw IV були створені й інші штурмові гармати, озброєні 150-мм гаубицями, такі як StuIG 33B або Sturmpanzer IV, відома також як «Бруммбер» (нім. Brummbär -«грізлі»). Але їх бойове застосування показало, що 150-мм гармати не завжди достатньо, а побудовані на базі перевантаженого шасі пізніх PzKpfw IV машини не можуть нести достатню для боїв у міських умовах бортову і кормову броню.
Для вирішення цих проблем підходило тільки шасі важкого танка, здатне нести гармату достатнього калібру, маючи при цьому необхідний броньовий захист. Перша спроба створення в Німеччині важкої штурмової гармати припадає на 1942 рік, коли був розроблений і залишився на папері проєкт САУ «Бер» (нім. Bär -«ведмідь»). САУ, що використала збільшене шасі «Тигра», повинна була важити близько 120 тонн, захищатися 130-мм лобовою і 80-мм бортовою бронею і бути озброєна 305-мм гарматою, яка розміщалася в нерухомій рубці. Двигун потужністю 700 к.с. повинен був забезпечувати їй максимальну швидкість 20 км/год. Після того як цей проєкт був відкинутий військовими, з кінця 1942 року на основі отриманого в Сталінградській битві досвіду, за особистим наказом А. Гітлера, велася розробка важкої штурмової гармати на базі важкого танка PzKpfw VI «Тигр».
За первинним проєктом нова САУ, що отримала неофіційну назву «Штурмтигр», повинна була озброюватися спеціально розробленою для неї 210-мм гаубицею, однак розробка останньої затягувалася і ставила під загрозу зриву весь проєкт. Як заміна цій гарматі 11 квітня 1943 року А. Шпеєром був запропонований так і не прийнятий на озброєння крігсмаріне 380-мм реактивний корабельний бомбомет Raketenwerfer 61. Гітлер високо оцінив подібну ініціативу, і в результаті, вже 5 серпня 1943 року був представлений остаточний проєкт озброєного допрацьованим 380-мм бомбометом «Штурмтигр». Плановані обсяги випуску «Штурмтигра» становили 10 машин на місяць, і хоча цієї цифри так ніколи і не вдалося досягти, випуск САУ міг помітно вплинути на обсяги виробництва такого необхідного фронту базового танка. У зв'язку з цим вирішено було використовувати для складання «Штурмтигр» шасі надходили на капітальний ремонт «Тигрів». Перший прототип з рубкою з неброньової сталі був переобладнаний фірмою Alkett і представлений замовнику 20 жовтня 1943.
Нова машина отримала високу оцінку Гітлера, але, попри це, початок серійного виробництва «Штурмтигр» затримувався, оскільки ряд офіцерів Генштабу всіляко затягували випуск непотрібною, на їх думку, в умовах, що склалися машини. Їх аргументами були як відсутність необхідності в спеціалізованому озброєнні для штурму міст, в той час як військам вермахту доводилося поступово переходити до оборони, так і складності з поставками базових танків. Попри чималу кількість випущених «Тигрів», евакуації тих що вийшли з ладу або підбитих 56-тонних машин була непростою справою, тому на капітальний ремонт йшла порівняно невелика їх кількість. Та обставина, що для конверсії у важчій на 10 тонн порівняно з базовою машиною «Штурмтигр» були придатні тільки «Тигри» пізніх випусків, із внутрішньою амортизацією котків і двигуном моделі HL 230 P45, також не сприяло зростанню числа доступних для переробки машин. Попри це, під тиском Гітлера до літа 1944 року перша партія «Тигрів» була все ж відправлена на завод фірми Alkett для конверсії в САУ.
Виробництво рубок «Штурмтигрів» здійснювалося фірмою Brandenburger Eisenwerke, а ремонт надійшовших «Тигрів» і остаточну збірку здійснювала Alkett на заводі в Берліні-Шпандау. Випуск першої партії з 12 «Штурмтигр» йшов з 13 серпня по 21 вересня 1944, після чого 6 жовтня того ж року нова САУ була нарешті прийнята на озброєння вермахту і почався розподіл її по частинах. Тим часом з розвитком наступу радянських військ на Східному фронті кількість доступних «Тигрів» ще більш скоротилося, оскільки тепер відступавшим німецьким військам доводилося найчастіше кидати несправну або підбиту техніку. У результаті надалі була випущена лише одна партія з 5 «Штурмтигрів», завершена в грудні 1944 року. Всього ж з жовтня 1943 по грудень 1944 року було виготовлено 18 «Штурмтигрів», включаючи прототип, на який була до 1944 року встановлена рубка вже з броньової сталі.Значно відставав від плану і випуск боєприпасів до них: з 1400 замовлених 380-мм ракет до березня 1945 року були випущені лише 397, причому у війська встигли надійти тільки 317 — менше двох повних боєкомплектів на кожну з 13 надійшовших у війська САУ.

## Модифікації
Серійні «Штурмтигри» модифікацій не мали, проте зважаючи на практично поштучний випуск, більшість випущених машин мали незначні відмінності, як технологічного характеру, так і такі що вносилися з урахуванням досвіду експлуатації. Прототип спочатку відрізнявся від серійних машин використанням як бази «Тигра» середніх, а не пізніх випусків, але вже до 1944 року і він був модернізований до стандарту серійних машин.

## Опис конструкції
«Штурмтигри» переобладнувалися з лінійних танків «Тигр», при цьому переобладнували лише бойове відділення танка і частково -лобове бронювання корпуса, інші ж вузли залишалися практично незмінними. САУ мала компоновку з розташуванням моторного відділення в кормовій частині, трансмісійного відділення -в лобовій, а суміщеного відділення управління та бойового -в просторій нерухомої рубці в середній частині корпусу. Екіпаж «Штурмтигра» складався з п'яти осіб -механіка-водія, стрільця-радиста, командира, що виконував також функції навідника, і двох заряджаючих; участь у заряджанні гармати, втім, брав весь екіпаж, за винятком водія, оскільки управлятися з 350-кілограмовими снарядами можна було тільки вчотирьох.

### Броньовий корпус і рубка

Схема бронювання «Штурмтигра»

Броньовий корпус базового танка залишався на «Штурмтигрі» загалом без змін, видалялися лише дах підбаштової коробки, верхня і середня лобові деталі. Крім цього, на нижню лобову деталь частини САУ встановлювалася додаткова бронеплита. У іншому корпус не переробляли, деякі «Штурмтигри» навіть зберегли циммеритове покриття, нанесене на корпус частини базових машин.
Корпус і рубка «Штурмтигра» збиралися за допомогою зварювання з катаних броньових плит хромонікелевої сталі завтовшки 28, 40, 50, 62, 82, 100 і 150 мм, що зазнали цементації (насичення поверхневого шару сталі карбідом заліза, що має екстра високу твердість). Лобова частина корпусу була утворена верхній бронеплиту завтовшки 70 мм, розташованої під кутом 80° до вертикалі, і нижньої, завтовшки 100 мм, розташованої під кутом 25°. На частині випущених машин до нижньої лобової деталі за допомогою болтів кріпилася додаткова плита завтовшки 50 мм. Борти корпусу розташовувалися вертикально і мали товщину 62 мм в нижній частині і 82 мм -у верхній. Корма корпусу була утворена з 82-мм бронеплити, розташованої під кутом 8°. Днище корпусу і дах моторного відділення мали товщину 28 мм.
Зверху на бойове відділення та відділення управління встановлювалася і прикріплялася до корпусу болтами рубка коробчатої форми. Лобова бронеплита рубки мала товщину 150 мм і встановлювалася під кутом 47° до вертикалі, борти та корма збиралися з 82-мм бронеплит і мали кути нахилу 20° і 10°, відповідно. Дах рубки був утворений з 40-мм бронеплити. У лобовій частині рубки в литий кульовій установці розміщувався 380-мм бомбомет, прикритий масивною литою броньовою маскою, що служила також противагою для врівноваження гармати.
Для завантаження 380-мм ракет у САУ служив спеціальний двостулковий люк у даху рубки. Одна з його стулок не мала петель і демонтувалася лише для завантаження боєприпасів, друга ж використовувалася і для посадки і висадки екіпажу. Для посадки і висадки екіпажу також використовувався і люк командира, а в екстрених умовах -і евакуаційний люк в кормовій плиті рубки. Для доступу до агрегатів двигуна в даху моторного відділення був ряд люків, проте доступ до агрегатів трансмісії був значно ускладнений порівняно з базовою машиною -для її демонтажу необхідно було попередньо зняти всю броньовий рубку, що перекривала частину трансмісійного відділення.

### Озброєння

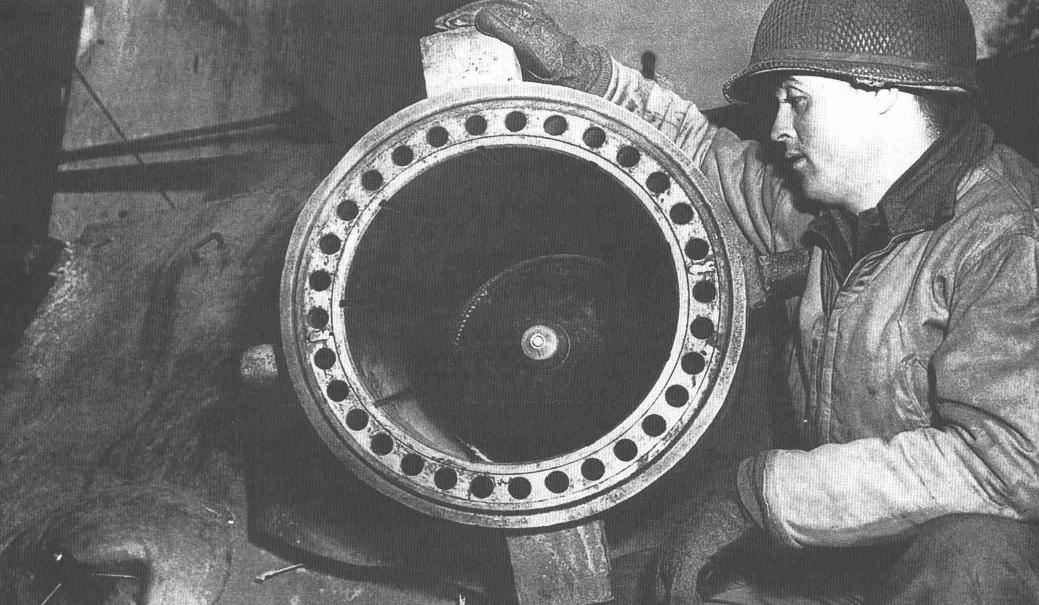
Ствол «Штурмтигр» із зарядженою 380-мм ракетою

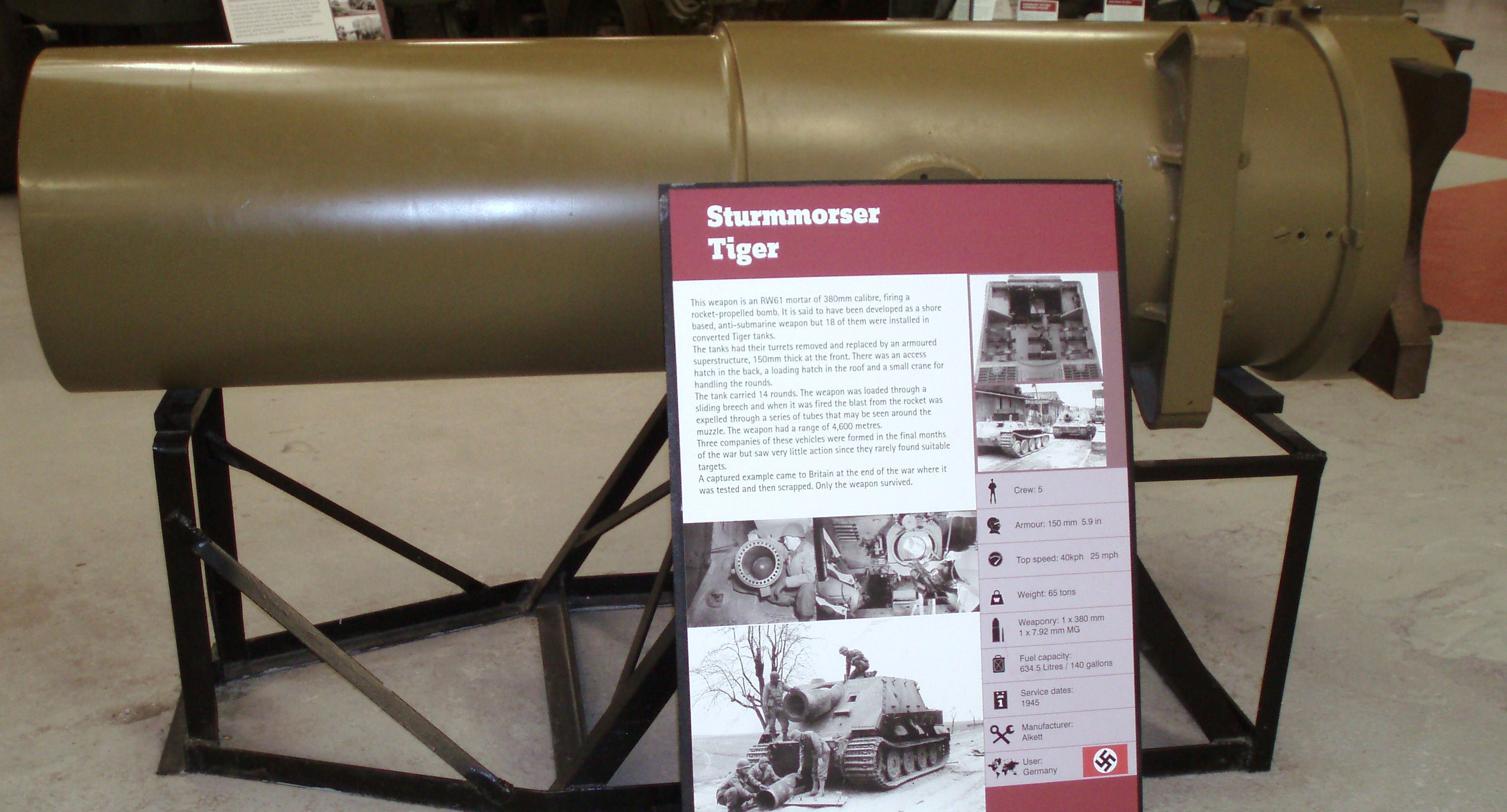
Ствол в Танковому музеї в Бовінгтоні

Основним озброєнням «Штурмтигра» був 380-мм корабельний реактивний бомбомет Raketenwerfer 61 (армійське позначення 38 cm RW61 або StuM RM 61L/5) з довжиною ствола в 5,4 калібра. Бомбомет встановлювався в лобовому листі рубки в кульовій установці, що дозволяла його наводку у вертикальній площині в межах 0…+85° і в горизонтальній -в межах ±10°. Для наведення бомбомета на ціль використовувався телескопічний приціл Pak ZF 3× 8, що мав збільшення 3× при полі зору 8°. Випущені машини мали незначні відмінності в конструкції гармати -на прототипі встановлювався бомбомет з так званої «великою» нарізкою ствола з 9 нарізів, тоді як на інших 17 серійних машинах стояли бомбомети з «дрібною» нарізкою з 36 нарізів. Зроблено це було суто для полегшення однієї з найбільш трудомістких операцій при заряджанні гармати -повороту 350-кілограмової ракети на зарядному лотку до збігу виступів на ній з нарізами. З 36 нарізами, кут, на який було необхідно повернути для цього ракету, значно скорочувався.
Бомбомет вів вогонь ракетами з твердопаливним двигуном, стабілізувалися в польоті за рахунок обертання, якого досягали за рахунок похилого розміщення сопел її двигуна, а також входження виступів на корпусі ракети в канали нарізки ствола гармати. Початкова швидкість ракети на виході зі ствола становила 300 м/с. Хоча ракета при пострілі і створювала невелику в порівнянні з традиційними артилерійськими системами того ж калібру віддачу, щоб не ускладнювати конструкцію і не захаращувати бойове відділення механізмами відкату, конструкторам довелося вдатися до оригінального рішення: гази ракетного двигуна відводилися в простір між стволом і його зовнішнім кожухом, виводячись через отвори в передній частині ствола; таким чином вдавалося погасити значну частину стартової віддачі.

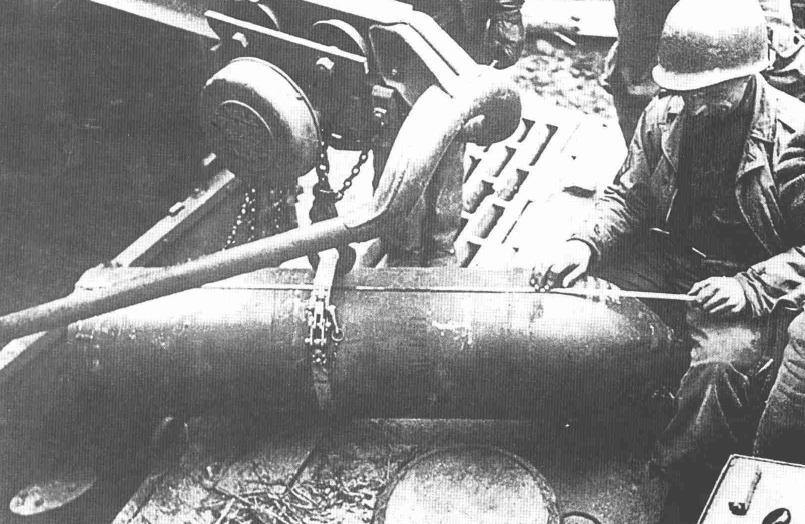
380-мм фугасна ракета «Штурмтигра»

Максимальний боєкомплект бомбомета складався з 14 ракет, з яких 12 розміщувалися в укладках по обидва боки рубки, одна перебувала на зарядному лотку, і ще одна в стволі, проте зазвичай екіпажі воліли завантажувати в машину лише 13 снарядів, не займаючи зарядний лоток. Зазвичай до нього входили тільки фугасні ракети Raketen Sprenggranate масою 351 кг, що містили 125 кг тротилу. Ракета забезпечувалася ударними детонаторами AZKM-8 або AZKM-10 з регульованою затримкою спрацьовування, що становила від 0,5 до 12 секунд. З 1944 року велася також розробка кумулятивної ракети Raketen Hohladungsgranate масою 345 кг, призначеної для ураження особливо міцних довгострокових укріплень і здатною пробити до 2,5 м залізобетону, однак до кінця війни на озброєння вона так і не надійшла. Доведення спеціалізованої фугасної ракети для «Штурмтигра», втім, також затягувалася, і на перших порах екіпажі були змушені використовувати для навчальних стрільб залишки запасу ракет до морського варіанту бомбомета.
Зарядка гармати проводилася вручну, зважаючи на значну масу снарядів, для цього використовувалася ручна лебідка, встановлена усередині рубки і пересувалася по рейках на її даху. Крім цього, на даху рубки встановлювався знімний кран, який служив для завантаження боєприпасів у танк. Ствол гармати для зарядки повинен був бути опущений в положення 0°, після чого чотири людини екіпажу проштовхували ракету в ствол за допомогою спеціального інструменту, по відкидному лотку з напрямними роликами. При цьому, за допомогою напрямної планки, ракета наводилася в потрібне положення, щоб виступи на ній збіглися з нарізами ствола; також для додання ракеті правильного положення міг бути використаний спеціальний ключ. Зарядка гармати була трудомістким і повільним процесом, який займав не менше 10 хвилин, навіть при тому, що в ньому були задіяні чотири члени екіпажу.
Допоміжною зброєю САУ для оборони від ворожої піхоти служив 7,92-мм кулемет MG-34, встановлений в кульовій установці Kugelblende 150 у правій частині лобового листа рубки, що дозволяла його вертикальне наведення в межах −10…+15° і горизонтальну -в межах ±5°. Для наведення кулемета використовувався телескопічний приціл KZF-2, що мав збільшення 1,8×, боєкомплект кулемета становив 600 патронів в чотирьох стрічках. Крім цього, в кришці люка для завантаження ракет в даху рубки встановлювався 90-мм гранатомет (казнозарядний міномет) NbK 39 з боєкомплектом з осколкових і димових мін, що служив для оборони від піхоти противника в ближньому бою. Для самооборони екіпажу, «Штурмтигр» комплектувався пістолетом -кулеметом MP-40 і 384 патронами до нього в 12 коробчастих магазинах.

### Засоби спостереження і зв'язку
Командир танка для спостереження за полем бою мав стереоскопічний перископний наглядовий прилад Sf 14Z, встановлений в даху рубки. Механік-водій мав у своєму розпорядженні стереоскопічний наглядовий прилад Pak ZEC-42, розміщений в лобовому листі рубки. Крім цього, ніяких оглядових приладів, не рахуючи за такі два пістолетні порти з боків рубки, у екіпажу не було. Механік-водій, до того ж, навіть у небойових умовах не мав інших можливостей для спостереження за дорогою, за винятком наглядового приладу.
Для зовнішнього і внутрішнього зв'язку «Штурмтигр» зберігав комплект обладнання базового танка — радіостанцію FuG 5 і танковий переговорний пристрій SE 10u. Радіостанція FuG 5, яка була стандартною для середніх і важких німецьких танків і більшості машин на їх базі, складалася з передавача потужністю 10 Вт і УКХ-приймача, і забезпечувала зв'язок на дальності до 4-8 км, в залежності від режиму роботи.

### Двигун і трансмісія

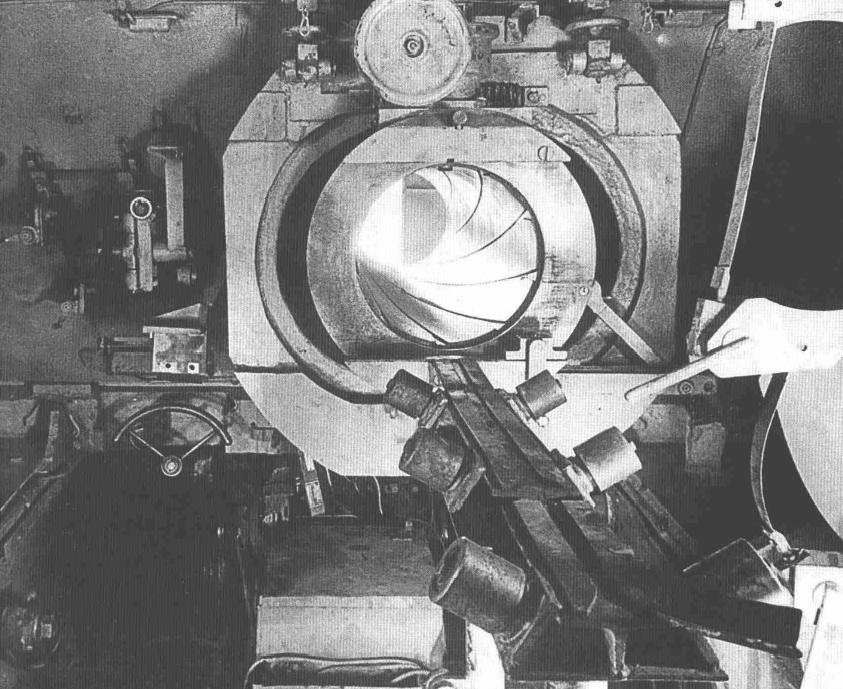
Вид на бойове відділення «Штурмтигра», захопленого британськими військами навесні 1945 року. Замок 380-мм бомбомета відсутній

На прототипі «Штурмтигра», переобладнаному з «Тигра» «середнього» випуску, встановлювався V-подібний 12 -циліндровий карбюраторний двигун рідинного охолодження HL 210 P30 потужністю 650 к.с. при 3000 об/хв. Надалі, було наказано використовувати для конверсії в «Штурмтигр» тільки «Тигри» «пізніх» випусків, оснащені аналогічним за схемою двигуном HL 230 P45 потужністю 700 к.с. при 3000 об/хв, що дозволяло зменшити падіння рухливості САУ, яка поважчала на 10 тонн порівняно з базовим танком.
Двигун встановлювався в кормовій частині САУ, в середньому відсіку моторного відділення. Чотири паливних бака, загальною ємністю 534 л, розміщувалися з боків від нього в окремих відсіках. Радіатори системи охолодження розміщувалися також в бортових відсіках, над паливними баками, а повітряні фільтри двигуна розміщувалися безпосередньо над ним. Для кращого припливу повітря, кришки люків моторного відділення над бортовими відсіками були виконані гратчастими. Відведення вихлопних газів від двигуна здійснювався через дві вихлопні труби, розміщені на кормовій бронеплиті і прикриті масивними бронекожухами.
Трансмісія всіх серійних «Штурмтигрів» була ідентична, до неї входили:
- Багатодисковий головний фрикціон з тертям робочих поверхонь в маслі, об'єднаний в загальному корпусі з коробкою передач і стоянковим гальмом;
- Восьмиступінчаста (8 +4) безвальна синхронізована коробка передач «Майбах» OLVAR OG (B) 401216А з постійним зачепленням шестерень, з гідравлічним сервоприводом і напівавтоматичним керуванням;
- Карданний вал;
- Фрикційно-шестерний механізм повороту «Хеншель» L 801 ;
- Дворядні комбіновані бортові передачі;
- дискові механічні бортові гальма «Аргус» LB 900.4.

Сервопривід коробки передач забезпечував перемикання передач одним рухом важеля на панелі механіка-водія, автоматично вимикаючи головний фрикціон і колишню передачу, виробляючи синхронізацію і включаючи нову передачу і головний фрикціон. У разі виходу сервоприводу з ладу, водій мав змогу перемикати передачі і уручну.

### Ходова частина
Ходова частина «Штурмтигра» з кожного борту складалася з 24 опорних котків діаметром 800 мм, здвоєного ведучого колеса діаметром 860 мм і лінивця. Підвіска опорних котків -торсіонна, котки розташовувалися в шаховому порядку на 8 осях з кожного борту, на кожній два котки попарно і один — одиночний, утворюючи в цілому чотири ряди. Прототип «Штурмтигра», переобладнаний з «Тигра» «середнього» випуску, мав, як і базова машина, обрезинені опорні котки, але на серійних машинах, переобладнаних з «Тигрів» «пізніх» випусків, стояли котки з внутрішньою амортизацією. Прототип пізніше був також переобладнаний до цього стандарту, оскільки обрезинені котки вкрай швидко зношувалися під ще більш збільшеним в порівнянні з базовим танком вагою САУ.
Гусениці «Штурмтигра» -сталеві, дрібноланкові, двогребневі, цівкового зачеплення, кожен з 96 траків завширшки 725 мм і з кроком 130 мм.

## Організаційно-штатна структура
«Штурмтигр» надходили на озброєння окремих рот самохідних мінометів (нім. Panzer Sturm-Mörser-Kompanie), підлеглих безпосередньо штабу формувань рівня армії. Усього було сформовано 4 роти, кожна з яких повинна була за первісним штатним розкладом мати 14 машин. Однак оскільки обсяги виробництва «Штурмтигра» явно не відповідали запитам армії, вже з 15 вересня 1944 року це число було скорочено до чотирьох машин в двох взводах. За новим штатним розкладом кожна рота складалася з 79 солдатів і офіцерів і повинна була включати в себе:
- Штабний взвод, з двома мотоциклами, легковим автомобілем і бронетранспортером Sd Kfz 251;
- Два взводи самохідних мінометів, по два «Штурмтигра» і зв'язного мотоциклу в кожному;
- Ремонтне відділення з одним легковим і двома 3-тонними вантажними автомобілями;
- Транспортна колона, з мотоциклом, одним легковим і дев'ятьма 3-тонними вантажними автомобілями.

З 23 січня 1945 року всі роти самохідних мінометів були переведені зі складу бронетанкових військ в артилерію, ставши окремими батареями самохідних мінометів (нім. Panzer Sturm-Mörser-Batterie). Одночасно число взводів самохідних мінометів було збільшено до трьох, але на практиці, через нестачу САУ, це так і не було виконано, три взводи мала лише 1002-та рота, спочатку сформована із збільшеним складом.

## Бойове застосування
Вперше в бій довелося вступити ще прототипу «Штурмтигр». Відразу ж після завершення полігонних випробувань, 12-13 серпня 1944 року він був, все ще з рубкою з неброньової сталі і лише з 12 ракетами боєзапасу, залізницею доставлений в Варшаву, де тижнем раніше спалахнуло повстання. З 13 по 28 серпня машина використовувалася для ведення вогню по позиціях повсталих у міських районах Старовка і Мокотов, вперше вступивши в бій 19 серпня. Бойове застосування підтвердило виявлені ще під час заводських випробувань проблеми з надійністю ракети і точністю стрільби. У Варшаві до цього додалося ще й те, що підривники ракет, розраховані насамперед на довготривалі залізобетонні укріплення, найчастіше просто не спрацьовували при попаданні в порівняно тонкі цегляні стіни міських будівель. Прибулі надалі партії боєприпасів були оснащені більш чутливими детонаторами, після чого прототип «Штурмтигр», разом з приєднаним до нього між 15 і 18 серпня першим серійним зразком, показали задовільні результати.
Перші серійні «Штурмтигри» надходили спочатку в запасний 500-й окремий важкий батальйон для підготовки екіпажів, там же були розроблені основи тактики застосування і складена «Інструкція з обслуговування самохідної штурмової мортири» для екіпажів САУ. Згідно з нею, «Штурмтигр» призначався для руйнування барикад, будинків і укріплень в умовах вуличних боїв. Фугасна ракета могла застосовуватися при цьому також для стрільби по скупченнях піхоти противника, використання бомбомета для стрільби по дрібних цілях не рекомендувалося.

### 1000-на рота

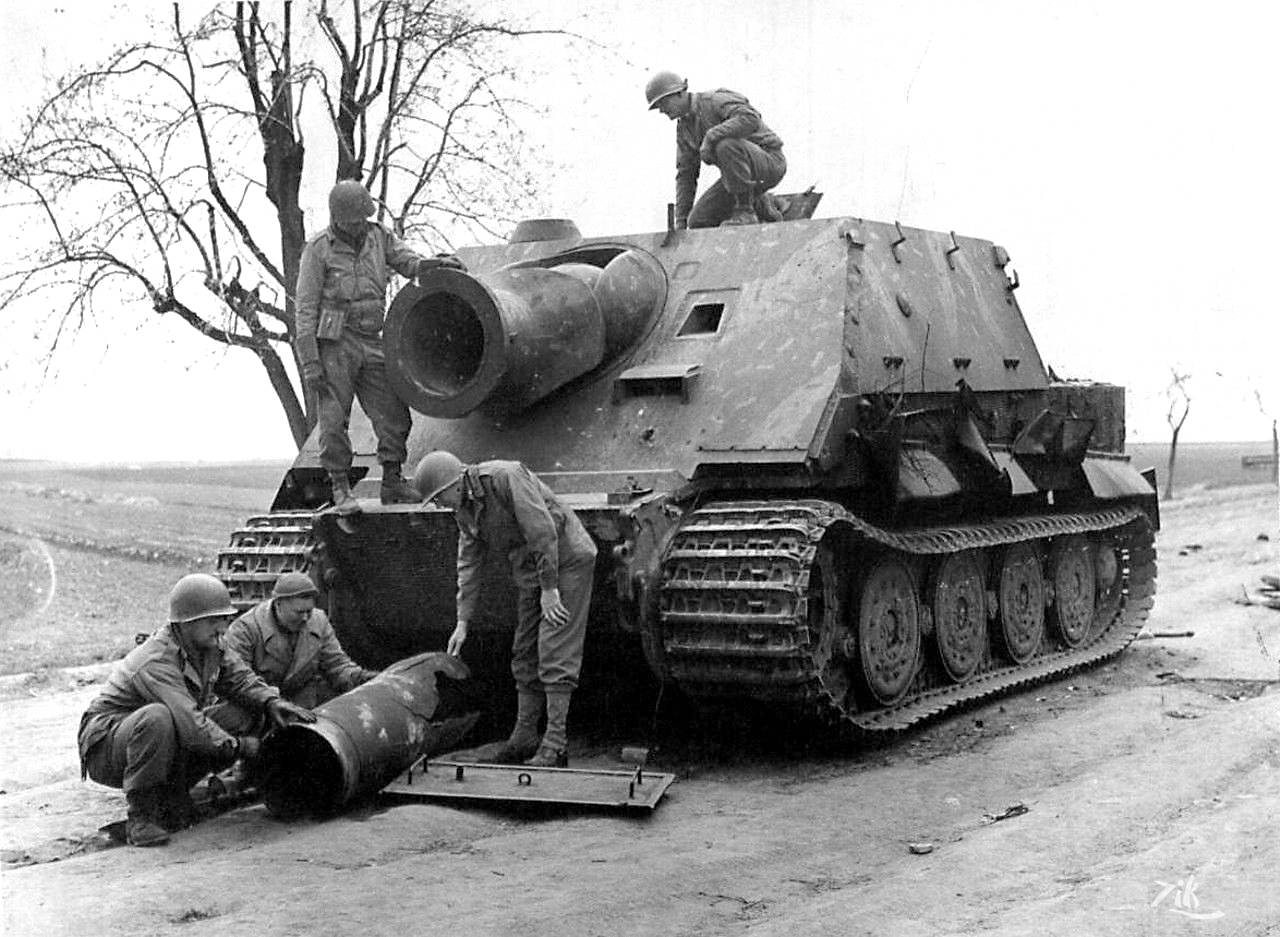
«Штурмтигр», кинутий і підірваний своїм екіпажем, захоплений військами США. Перед машиною лежать вирвані вибухом ствол гармати і кришка зарядного люка.

Перша озброєна «Штурмтиграми» рота, 1000-на, була сформована 13 серпня 1944 року. Спочатку її САУ були укомплектовані ще заводськими екіпажами з персоналу фірми Alkett. У 1-й її взвод увійшли прототип з першим серійним «Штурмтигром», що використовувалися в придушенні Варшавського повстання до 28 серпня, після чого прототип був відправлений на завод фірми Alkett для модернізації до стандарту серійних машин. Місце 1-го взводу у Варшаві незабаром зайняв 2-й, укомплектований двома серійними «Штурмтиграми». 1-й же взвод після завершення модернізації прототипу був спочатку відправлений на Західний фронт, в район Мо, проте вже 10 вересня він був передислокований в Угорщину, де був наданий 109-й танковій бригаді. Взводу належало, у разі, якщо Словацьке національне повстання пошириться до Братислави, брати участь у його придушенні вже випробуваними в Польщі методами. Оскільки повстання так і не дійшло до столиці і було зупинено ще на значній від неї відстані, вже до 20 жовтня 1-й взвод був повернутий до Варшави.
У Варшаві рота була, нарешті, вперше об'єднана в повну силу, нараховуючи 4 «Штурмтигри», але висока ступінь зносу машин змусила командування вже 22 жовтня відправити роту на ремонт в Зеннелагер. Прототип, найбільш зношений з усіх САУ роти, був списаний, після чого подальша доля його не цілком відома. Відомо лише, що знаходиться в музеї в Кубинці «Штурмтигр», захоплений радянськими військами на Східному фронті, який є, на думку деяких фахівців, саме модернізованим прототипом. 1000-на рота ж, після заміни заводських екіпажів армійськими і ремонту, що тривав до листопада 1944 року, була з рештою трьома САУ додана 15-й армії, у складі якої, спільно з 1001-ю ротою, їй належало битися проти англо-американських військ в ході Арденнської операції. Планувалося використання роти в запланованому штурмі Льєжа, але через проблеми з транспортуванням, посилених частими поломками, 1000-на рота так і не зуміла вчасно прибути до місця призначення. Подальша доля роти не цілком відома, відомо лише, що надалі вона також діяла на Західному фронті, причому дві з її САУ вже незабаром вийшли з ладу і були захоплені військами Союзників, так що в бойових діях брала участь переважно лише одна машина. У деяких джерелах також зустрічаються згадки про застосування «Штурмтигрів» в ході операції «Нордвінд», однак частина, до якої ставилися ці машини, невідома. Остання достовірна згадка 1000-ї роти в документах припадає на 23 січня 1945 року, коли її, разом з іншими ротами «Штурмтигрів», було переведено до складу артилерії.

### 1001-ша рота

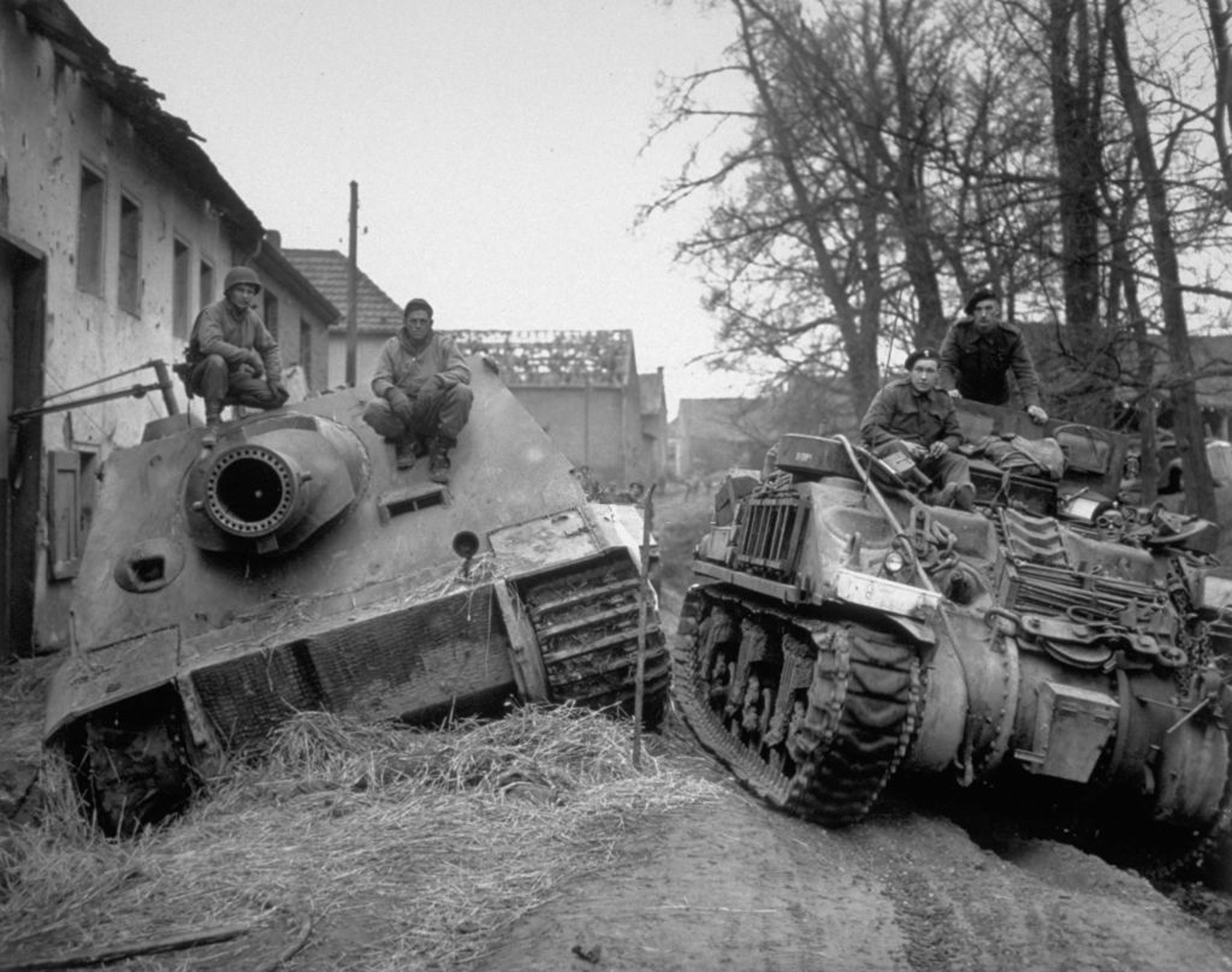
«Штурмтигр» 1001-ї роти, кинутий після поломки і захоплений американськими військами 28 лютого 1945

1001-ша рота самохідних мінометів була сформована 23 вересня 1944 року. 28 вересня був укомплектований її 1-й взвод, який отримав два «Штурмтигри», а 5 жовтня до нього приєднався 2-й взвод, також укомплектований двома САУ. Однак боєготовою рота змогла вважатися лише 22 жовтня, коли для неї, нарешті, надійшли 380-мм боєприпаси. У листопаді 1944 року рота надійшла в розпорядження командування Західного фронту, але через відсутність тактичної необхідності в ній на тлі загального відступу німецьких військ на Заході, лише до початку грудня вона була додана 15-й армії, спільно з 1000-й ротою, а пізніше — 48-му танковому корпусу 6-ї танкової армії СС. 1001-ша рота також повинна була взяти участь в запланованому штурмі Льєжа, але транспортні проблеми затримали і її прибуття на фронт до терміну, до того ж, в ході нальоту авіації Союзників на поїзд що перевозив «Штурмтигри», була втрачена одна з САУ.
Проте, надалі серед усіх озброєних «Штурмтиграми» рот, вона виявилася найбільш активною, діючи проти англо-американських частин і прикриваючи свої війська в районі Айфель, на ділянці Дюрен — Ойскірхен. «Штурмтигри» успішно використовувалися для руйнування зайнятих англо-американськими військами укріплень «Лінії Зігфрида», а в окремих епізодах показали навіть здатність успішно боротися з танками противника. Так, в одному випадку «Штурмтигру» вдалося знищити одним пострілом одразу три танки «Шерман». Всі три САУ що залишилися 1001-ї роти вціліли в зимових боях і були в березні 1945 року при відступі переправлені за Рейн, де продовжили стримувати наступ англо-американських військ. Один з «Штурмтигрів» 1001-ї роти був у несправному стані захоплений військами США 28 лютого, тоді як дві решта САУ через брак палива і боєприпасів були 10 квітня кинуті і підірвані екіпажами, також потрапивши після цього в руки американців.

### 1002-га рота
Остання що використовувалась в бою рота «Штурмтигрів», 1002-га, була сформована наприкінці осені 1944 року, в різних джерелах як дати формування роти наводиться або 22 жовтня, або 14 листопада. Рота була укомплектована по збільшеному штату і замість двох взводів самохідних мінометів включала три, нараховуючи за штатним розкладом, таким чином, 6 САУ. Останні, втім, прибули в розпорядження роти лише до середини грудня, після чого рота негайно була відправлена на фронт, все ще не маючи боєприпасів до «Штурмтигрів». У січні — березні 1945 року рота, отримавши, нарешті, боєприпаси, була розгорнута в районі Рейхсвальда, не беручи участі в боях, а після була при відступі успішно евакуйована за Рейн. Надалі рота продовжувала відступ з боями, несучи втрати, поки 14 квітня останній з її «Штурмтигрів» не був захоплений військами США.

### Підсумок
Всього станом на 1 березня 1945 року в частинах налічувалося 13 «Штурмтигрів», три машини знаходилися на складах, ще одна машина була втрачена, також у це число не входить списаний ще в жовтні 1944 року прототип. Крім трьох згаданих вище рот, була сформована також 1003-тя рота самохідних мінометів, проте відомості про її бойове застосування або про те, що вона взагалі була укомплектована САУ, відсутні. У березні — квітні 1945 року більшість «Штурмтигрів» були кинуті або знищені своїми екіпажами, після непереборних в польових умовах поломок або через брак палива і боєприпасів. Після закінчення війни як мінімум по одному захопленому «Штурмтигру» випробувалося в США і Великій Британії.

## Оцінка машини

### Озброєння і захищеність
Застосування на «Штурмтигр» новітнього для свого часу озброєння — реактивного бомбомета (у різних джерелах іменованого також реактивним мінометом або ракетомети) — забезпечило САУ неперевершену в своєму класі вогневу міць, порівнянну хіба що з залізничними або найбільш важкими традиційними артилерійськими системами. Разом з цим, реактивний бомбомет, а також його розміщення на «Штурмтигр», мали і ряд серйозних недоліків. Одним з них була вкрай низька точність, властива, втім, будь-якій ракетній артилерії того часу — на максимальній дистанції стрільби в 5700 метрів розкид влучень становив до 4 % від дистанції стрільби, або кола діаметром близько 230 метрів. Втім, з урахуванням призначення «Штурмтигра» це не було настільки серйозним недоліком — в міських умовах звичайна дистанція стрільби була значно менше, і середній розкид в радіусі 5 метрів на дистанції в 1000 метрів цілком дозволяв вести вогонь по настільки великим цілям як будівлі або укріпленням. Іншим недоліком, що належали вже до калібру системи, була вкрай низька скорострільність — навіть у відносно просторій рубці САУ 4 людини не могли забезпечити їй скорострільність більше 1 пострілу в 10 хвилин.
«Штурмтигр» проєктувався як машина для дій у міських умовах, здатна витримувати вогонь протитанкової артилерії з усіх напрямків. Захищеність лобової частини «Штурмтигр» ранніх випусків була однією з найвищих серед усіх що використовувалися під час Другої світової війни бронемашин і була порівнянна з бронюванням «Королівського тигра». Лобова деталь рубки, завтовшки 150 мм, розташована під кутом 47° до вертикалі, була малоуразливою навіть для найбільш потужних танкових і протитанкових гармат. З протитанкових гармат лише британська 76,2-мм протитанкова гармата QF 17 pounder при використанні підкаліберного снаряда і радянська 100-мм польова гармата зр. 1943 р. БС-3 мали шанси пробити її на гранично малих дистанціях. Разом з тим, ця деталь мала і своє вразливе місце — 380-мм канал ствола бомбомета, попадання в який, цілком ймовірне на малих дистанціях, навіть при найбільш сприятливому для екіпажу САУ кінці гарантовано позбавляло машину боєздатності. Нижня частина ранніх машин, крім базової 100-мм плити «Тигра», захищалася додатковою 50-мм бронеплитою що прикручувалася болтами, але надалі, оскільки, бронювання базових танків показало себе в бойових умовах цілком достатнім, додаткові плити не встановлювалися, щоб не обтяжувати і без того ненадійну внаслідок перевантаженості машину. Навіть базова 100-мм плита, розташована на «Штурмтигрі» під кутом 25°, забезпечувала захист від більшості танкових і протитанкових гармат на нормальних дистанціях бою. У цих умовах лобове бронювання рубки виглядало зайвим і перевантажувати машину, не збільшуючи істотно її захищеність.
Захищеність бортової і кормової проєкцій «Штурмтигра» залишилася в цілому на рівні базової машини. Якщо на початку 1943 року вона забезпечувала йому надійний захист від переважної більшості танкових і протитанкових гармат, то вже до 1944 року розвиток протитанкової артилерії позбавило «Штурмтигр» цієї переваги. Хоча артилерійські системи, здатні пробити його бортову броню з великих дистанцій, такі як 76,2-мм M5 або QF 17 pounder, або 57-мм ЗІС-2, були порівняно нечисленні, застосування САУ в міських умовах робило для неї небезпечними навіть порівняно малоефективні за інших обставин застарілі гармати. При цьому, всяке пробиття броні для «Штурмтигра», що ніс по бортах бойового відділення більше тонни вибухових речовин, представляло значну загрозу.

### Надійність
«Тигр», який служив базою для «Штурмтигра», після періоду первісного доведення, усунувши або значно зменшивши багато з його ранніх проблем, перетворився на порівняно надійну для своєї вагової категорії машину. Однак, багато які з його недоліків, такі як невисока надійність трансмісії або схильність двигуна до перегріву, так і не були остаточно усунені до кінця його служби. «Штурмтигр» також, крім успадкування від базової машини цих проблем, поважчав в порівнянні з нею на 10 тонн, що призвело до крайнього перевантаження підвіски. Проблема посилювалася ще й нерівномірним розподілом навантаження, оскільки основна частина додаткової маси — 150-мм лобова плита рубки і бомбомет, припала на передні котки. Саме проблеми з підвіскою надалі стали основною причиною виходу з ладу «Штурмтигрів», посилювалось підвищеною складністю ремонту через шахове розташування котків підвіски.

### Оцінка бойового застосування
За час своєї порівняно недовгої служби, «Штурмтигрів» майже не довелося використовуватися за своїм прямим призначенням. Єдиним епізодом, коли «Штурмтигру» довелося брати участь у штурмі міст, було придушення Варшавського повстання. Згодом, хоча «Штурмтигри» неодноразово направлялися для виконання подібних завдань, обстановка на фронті, посилена частими поломками САУ, незмінно перешкоджала цьому. Проте, в тих окремих епізодах, коли «Штурмтигри» використовувалися проти відповідних цілей — будівель або укріплених точок, його 380-мм гармата довела свою високу ефективність у їх руйнуванні.
Однак в умовах відступу німецьких військ подібні цілі були рідкісні, і в тих випадках, коли «Штурмтигри» все ж вступали в бій, їх ціллю зазвичай ставали наступаючі англо-американські частини. У цих же умовах критичними ставали такі недоліки «Штурмтигра», як низька точність стрільби і вкрай повільне перезарядження. Постійні ж проблеми з надійністю і браком боєприпасів, посилені перебоями в постачанні, призвели до того, що переважна більшість «Штурмтигрів» не були знищені в бою, а були кинуті або знищені своїми ж екіпажами.

### Аналоги
У Другій світовій війні спеціалізовані важкоброньовані штурмові гармати, крім Німеччини, мав лише СРСР. Зразковим аналогом «Штурмтигр» можуть служити важкі САУ СУ-152 і ІСУ-152, однак останні були більш універсальні і не створювалися спеціально для бою в міських умовах. Озброєні 152-мм гаубицями-гарматами радянські САУ, хоча і багаторазово поступалися «Штурмтигру» в потужності фугасної снаряда, відрізнялися набагато кращою далекобійністю, і особливо точністю і скорострільністю. Бронюванням вони були в цілому співставні з «Штурмтигром» пізніх випусків, позбавленими додаткової 50-мм бронеплити на нижній лобовій деталі, проте значно поступалися забезпеченим додатковою бронеплитою машинам, малоуразливим для стандартних протитанкових засобів. Але найважливішою перевагою СУ-152, і особливо ІСУ-152, була краща надійність, на відміну від «Штурмтигр», постійні поломки яких ставили під питання їх боєздатність.

## Збережені екземпляри
У музеях, станом на 2010 рік, збереглося лише два примірники «Штурмтигр»:
- Росія: бронетанковий музей в Кубинці — модернізований прототип «Штурмтигра», захоплений радянськими військами у квітні 1945 року в районі Ельби. Двигун і значна частина внутрішнього обладнання на машині відсутні.
- Німеччина: Німецький танковий музей у Мунстері Deutsches Panzermuseum Munster[31] — серійний «Штурмтигр» пізніх випусків, що належав 1002-й роті, захоплений військами США у лютому 1945 року. До 1970-х років експонувався в музеї Абердинського випробувального полігону, після чого був переданий військовому музею в Кобленці, а в 1990-х роках був переданий музею в Зінсхаймі. САУ повністю комплектна і, за заявами музею, знаходиться на ходу, хоча останнє і викликає сумніви[32][33].

В Музеї Польської армії в Варшаві експонується фугасна ракета «Штурмтигр» що не розірвалася, одна з тих, які використовувалися під час придушення Варшавського повстання.

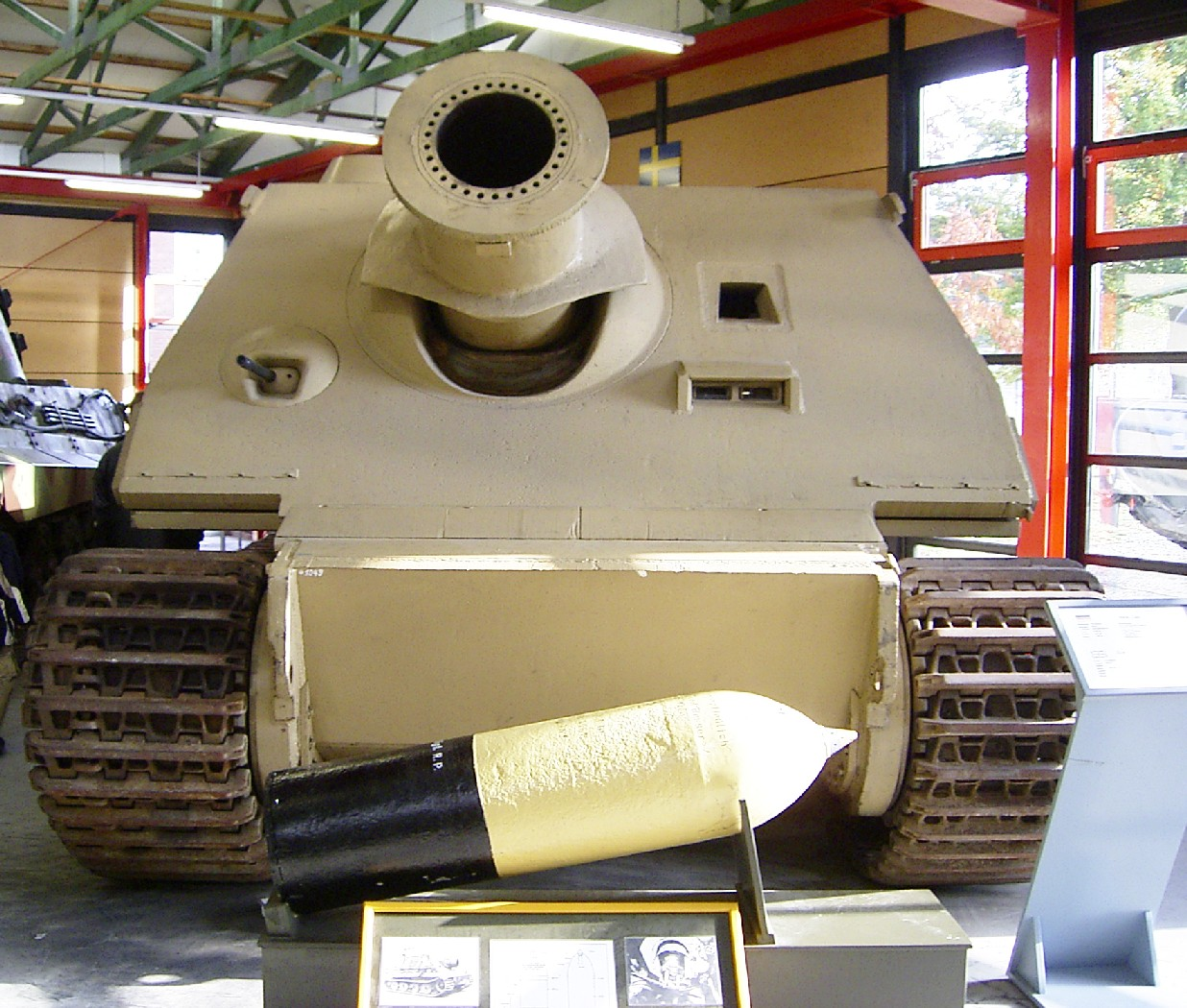
«Штурмтигр» у танковому музеї в Мунстері
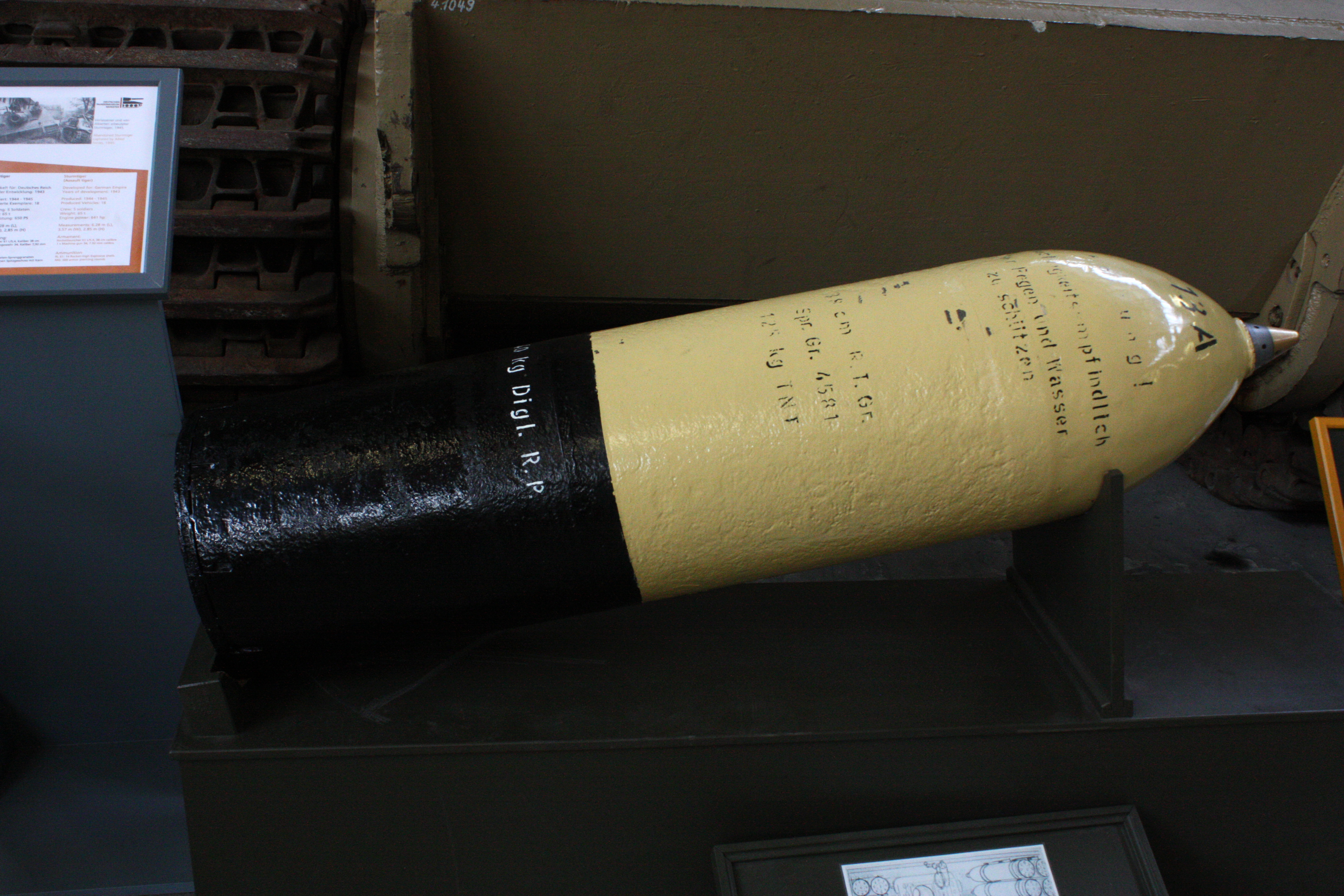
Ракета «Штурмтигр» у танковому музеї в Мунстері
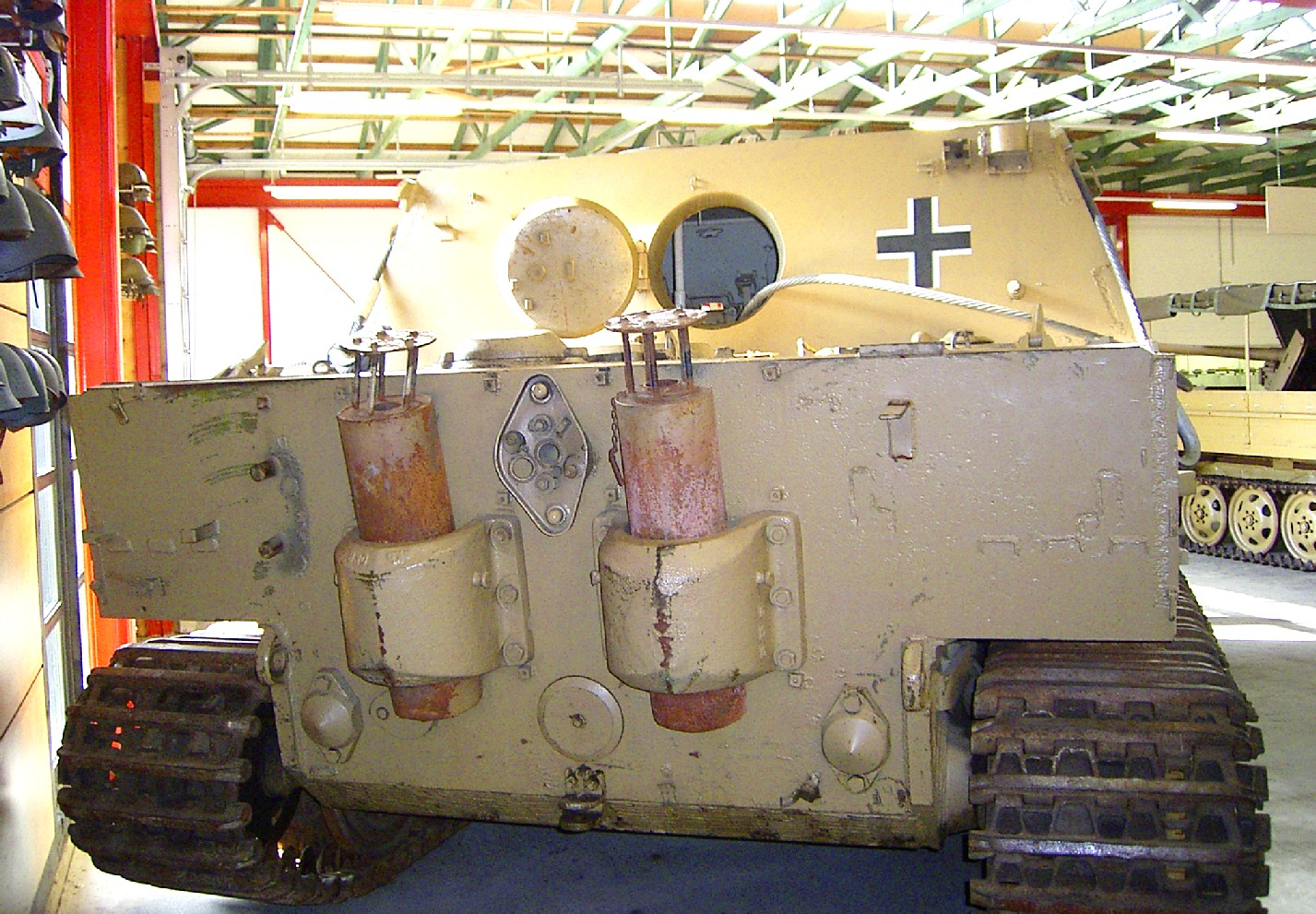
«Штурмтигр» в Зінсхаймі, вид ззаду
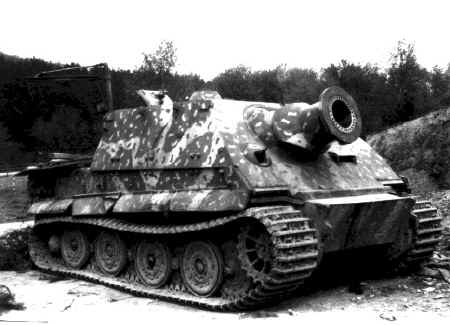

## «Штурмтигр» в сувенірно-ігровій індустрії
Масштабні копії «Штурмтигра» випускаються фірмами Revell, Tamiya, Dragon та ін. Креслення для самостійної побудови моделі неодноразово публікувались в різних журналах модельного та воєнно-історичного напрямку — «Моделист-конструктор», «М-Хобби», «Бронеколлекция» та ін. «Штурмтигр» також можна побачити в ряді воєнних ігор, таких как «Sudden Strike», «R.U.S.E.», «Combat Mission» та в грі «В тылу врага 2: Штурм». «Штурмтигр» планують ввести в MMO «World of Tanks».